# Mascot (Tennessee)
Mascot es un lugar designado por el censo ubicado en el condado de Knox en el estado estadounidense de Tennessee. En el Censo de 2010 tenía una población de 2.411 habitantes y una densidad poblacional de 129,63 personas por km².

## Geografía
Mascot se encuentra ubicado en las coordenadas 36°4′8″N 83°45′51″O / 36.06889, -83.76417. Según la Oficina del Censo de los Estados Unidos, Mascot tiene una superficie total de 18.6 km², de la cual 18.02 km² corresponden a tierra firme y (3.09%) 0.57 km² es agua.

## Demografía
Según el censo de 2010, había 2.411 personas residiendo en Mascot. La densidad de población era de 129,63 hab./km². De los 2.411 habitantes, Mascot estaba compuesto por el 93.86% blancos, el 3.24% eran afroamericanos, el 0.12% eran amerindios, el 0.12% eran asiáticos, el 0.04% eran isleños del Pacífico, el 0.54% eran de otras razas y el 2.07% pertenecían a dos o más razas. Del total de la población el 1.66% eran hispanos o latinos de cualquier raza.